# 엘빈 브루노 크리스토펠
엘빈 브루노 크리스토펠(독일어: Elwin Bruno Christoffel, IPA: [ˈɛlvɪn ˈbruːnɔ krɪˈstɔfəl], 1829년 11월 10일 ~ 1900년 3월 15일)은 독일의 수학자이다. 미분기하학의 기초를 마련하였으며, 복소해석학과 수치해석학에도 기여하였다.

## 생애
1829년 11월 10일 노르트라인베스트팔렌주 몬샤우(독일어: Monschau)에서 태어났다. 크리스토펠의 아버지는 옷감 상인이었다.
쾰른에서 김나지움을 졸업하였고, 1850년에 베를린으로 상경하여 베를린 훔볼트 대학교에서 페터 구스타프 르죈 디리클레 밑에서 공부하였다. 1856년에 전기에 대한 논문으로 박사 학위를 수여받았다.
이후 다시 몬샤우로 귀향하여 3년을 보냈다. 1859년에 베를린으로 돌아와 하빌리타치온을 마치고, 베를린 훔볼트 대학교 연구원(독일어: Privatdozent)이 되었다. 1862년에 취리히 연방 공과대학교 교수가 되었다. 1869년에 귀국하여 베를린 공과대학교 교수가 되었다.
1871년에 프로이센은 프로이센-프랑스 전쟁에서 승리하여, 스트라스부르를 포함한 알자스-로렌 지방을 프랑스로부터 점령하였다. 프로이센의 지배 아래 스트라스부르 대학교는 독일식 대학교로 새로 개교하였으며, 크리스토펠은 1872년에 스트라스부르 대학교 교수가 되었다.
1894년에 스트라스부르 대학교에서 은퇴하였다. 크리스토펠은 평생 독신이었으며, 1900년 3월 15일에 사망하였다.

## 출판물
- Christoffel, E. B. (1858). “Über die Gaußische Quadratur und eine Verallgemeinerung derselben”. 《Journal für die Reine und Angewandte Mathematik》 (독일어) 1858 (55): 61–82. doi:10.1515/crll.1858.55.61. ISSN 0075-4102. S2CID 123118038.
- Christoffel, E.B. (1869). “Ueber die Transformation der homogenen Differentialausdrücke zweiten Grades”. 《Journal für die Reine und Angewandte Mathematik》 70. 2015년 10월 6일에 확인함.
- 《Gesammelte Mathematische Abhandlungen》. Lepizig: B. G. Teubern. 1910. 2 volumes, edited by Ludwig Maurer with the assistance of Adolf Krazer and Georg Faber;[3] Erster Band, Zweiter Band. (Service Commun de Documentation de l'Université Louis Pasteur, Strasbourg)

## 참고 문헌
- Butzer, P.L.; Feher, F. (1981). 《E. B. Christoffel: the influence of his work on mathematics and the physical sciences》 (영어). Birkhäuser. doi:10.1007/978-3-0348-5452-8. ISBN 978-3-0348-5453-5.